# لا-شابيل-دو-شاتيلار
لا-شابيل-دو-شاتيلار (بالفرنسية: La Chapelle-du-Châtelard)‏ هي بلدية فرنسية تقع في إقليم الآن في فرنسا. رمز إنسي لها هو:1085. أما الرمز البريدي لها فهو: 1240.